# Циклооктан
Циклоокта́н (октаметилен) — органическое вещество класса циклоалканов. Химическая формула — C8H16

## Физические свойства
Все циклооктаны — бесцветные подвижные жидкости с запахом камфоры.

## Химические свойства
По химическим свойствам циклооктан подобен алканам.
Выше 200°С в присутствии никелевого (и других) катализаторов циклооктан изомеризуется с сужением цикла — в метилциклогептан и диметилциклогексаны.
Циклооктан окисляется азотной или хромовой кислотой до пробковой кислоты.
Каталитическим дегидрированием при 440 °С циклооктан превращается в п-ксилол.

## Конформации
Для молекулы циклооктана наиболее устойчивыми из 11 возможных являются три конформации — «корона», «ванна» и «кресло». Из них «корона» — наиболее вероятная.

## Получение
Циклооктан впервые был получен в 1908—1910 годах Вильштеттером из алкалоида гранатовой коры псевдопельтьерина через циклооктадиен и циклооктен.
Промышленное производство циклооктана началось в 1968 году.
В настоящее время циклооктан получают:
- каталитическим гидрированием циклооктатетраена, получаемого циклополимеризацией ацетилена по Реппе (но значительно выгоднее в этом случае использовать 1,3-бутадиен)[1][2];
- восстановлением циклооктанона[1].

## Применение
Используют в органическом синтезе.
Циклооктан является экономически наиболее выгодным исходным веществом для синтеза пробковой кислоты. Способ заключается в окислении циклооктана воздухом до получения смеси кетона со спиртом и последующем окислении этой смеси азотной кислотой.

## Токсичность
При нанесении на кожу морских свинок вызывает воспалительную реакцию — покраснение и утолщение эпидермиса.